# Listă de ruși
Lista cu personalități notabile din politica, știința și cultura Rusiei este o listă care cuprinde ruși care au trăit de-a lungul istoriei, în diferite perioade, în Marele Ducat al Moscovei, Țaratul Rusiei, Imperiul Rus, Uniunea Sovietică sau Rusia.

## Monarhi
| Rurik              | Petru               | Nevsky            |  |
| Ruric              | Petru cel Mare      | Alexandr Nevski   |  |
| Ecaterina          | Alexandru           | Nicolae           |  |
| Ecaterina cea Mare | Alexandru al II-lea | Nicolae al II-lea |  |

- Ruric, căpetenie varegă al Novgorodului care a reușit constituirea unui stat al slavilor răsăriteni. Este considerat de aceea ca primul conducător al Rusiei.
- Oleg din Novgorod,
- Vladimir I al Kievului,
- Iaroslav I cel Înțelept,
- Alexandr Nevski,
- Dmitri Donskoi,
- Ivan al III-lea al Rusiei,
- Ivan al IV-lea al Rusiei(Ivan cel Groaznic),
- Boris Godunov,
- Mihail I al Rusiei,
- Petru I al Rusiei(Petru cel Mare),
- Ecaterina a II-a a Rusiei(Ecaterina cea Mare),
- Elisabeta a Rusiei,
- Alexandru al II-lea al Rusiei,
- Nicolae al II-lea al Rusiei,

## Personalități politice
| Beria    | Djerjinski | Malenkov  |  |
| Beria    | Djerjinski | Malenkov  |  |
| Hrusciov | Brejnev    | Gorbaciov |  |
| Hrușciov | Brejnev    | Gorbaciov |  |

- Lavrenti Beria,
- Leonid Brejnev,
- Nikolai Buharin,
- Nikolai Bulganin,
- Konstantin Cernenko,
- Felix Edmundovici Dzerjinski,
- Mihail Gorbaciov
- Andrei Gromîko,
- Lazar Kaganovici,
- Mihail Kalinin,
- Lev Kamenev,
- Nikita Hrușciov,
- Alexei Kosigîn,
- Vladimir Lenin,
- Gheorghi Malenkov,
- Anastas Mikoian,
- Viaceslav Molotov
- Nikolai Podgornî,
- Iosif Stalin,
- Eduard Șevardnadze,
- Mihail Suslov,
- Leon Troțki,
- Andrei Vîșinski,
- Genrik Iagoda,
- Gennadi Ianaev,
- Nikolai Ejov,
- Grigori Zinoviev,
- Boris Elțîn,
- Vladimir Putin,

## Patriarhi ai Rusiei
- Alexei al II-lea

## Balerine, balerini și coreografi
| Baronova | Pavlova    | Pliseţkaia |
| Baronova | Pavlova    | Plisețkaia |
| Nijinski | Barâşnikov | Nureev     |
| Nijinski | Barâșnikov | Nureev     |

- Mihail Barîșnikov, balerin
- Alexander Godunov, balerin
- Vaslav Nijinski, balerin, coregraf
- Rudolf Nureiev, balerin
- Anna Pavlova, balerină
- Maia Plisețkaia,balerină

## Critici și teoreticieni literari
- Boris Tomașevsky

## Filosofi
- Nicolai Berdeaev

## Literatură
| DostoievskiBulgakov | Dostoievski | Gogol   |
| Bulgakov            | Dostoievski | Gogol   |
| Pasternak           | Șolohov     | Tolstoi |
| Pasternak           | Șolohov     | Tolstoi |
| Nabokov             | Soljenițîn  | Cehov   |
| Nabokov             | Soljenițîn  | Cehov   |

Romancieri
- Cinghiz Aitmatov, scriitor rus de origine kirghiză
- Sholem Aleichem, important scriitor evreu rus
- Leonid Andreev,
- Alexander Beliaiev, scriitor de romane științifico-fantastice
- Mihail Bulgakov,
- Ivan Bunin, autor de nuvele și poet, primul rus căruia i s-a decernat Premiul Nobel pentru Literatură
- Anton Cehov,
- Feodor Mihailovici Dostoievsky, autor al romanelor Crimă și pedeapsă, Idiotul, Frații Karamazov
- Nikolai Gogol
- Ivan Gonciarov, autor al romanului Oblomov
- Maxim Gorki, fondator al realismului socialist
- Vladimir Nabokov, autor al romanului Lolita,
- Boris Pasternak, autor al romanului Doctor Jivago,
- Ain Rand,
- Mihail Șolohov, autor al romanului Donul liniștit
- Aleksandr Soljenițîn,
- Arkadi și Boris Strugațki, romane ștințifico-fantastice
- Lev Tolstoi, considerat unul dintre cei mai mari romancieri din lume, autor al romanelor Război și pace, Anna Karenina etc.
- Ivan Turgheniev,

Poeți
- Mihail Lermontov, poet
- Vladimir Maiakovski, poet
- Pușkin, cel mai mare poet rus
- Marina Țvetaeva,
- Serghei Esenin,
- Evgheni Evtușenko, poet și regizor

## Compozitori
| Borodin   | Glinka       | Mussorgski |
| Borodin   | Glinka       | Mussorgski |
| Prokofiev | Shostakovich | Tolstoi    |
| Prokofiev | Șoștakovici  | Ceaikovski |

- Alexander Vasilievici Alexandrov, compozitor
- Anton Arenski, compozitor
- Mily Balakirev, compozitor
- Alexander Borodin, compozitor
- Sergei Bortkiewicz, compozitor
- Valeri Brainin, compozitor
- Piotr Ilici Ceaikovski, compozitor
- César Cui, compozitor
- Michael L. Geller, compozitor, violonist
- Valeri Gergiev, pianist, dirijor
- Emil Gilels, pianist
- Alexander Glazunov, compozitor
- Mihail Glinka, compozitor
- Vladimir Horowitz, pianist
- Aram Haciaturian
- Modest Musorgski, compozitor
- Sergei Prokofiev, compozitor, pianist și dirijor
- Nikolai Andreevici Rimski-Korsakov, compozitor
- Serghei Rahmaninov, compozitor
- Sviatoslav Richter, pianist
- Nikolai Rimsky-Korsakov, compozitor
- Nikolai Rubinstein, pianist, dirijor și compozitor
- Dmitri Shostakovich, compozitor
- Igor Stravinski, compozitor
- Piotr Ilici Ciaikovski, compozitor

## Actori și actrițe ruși sau de origine rusă

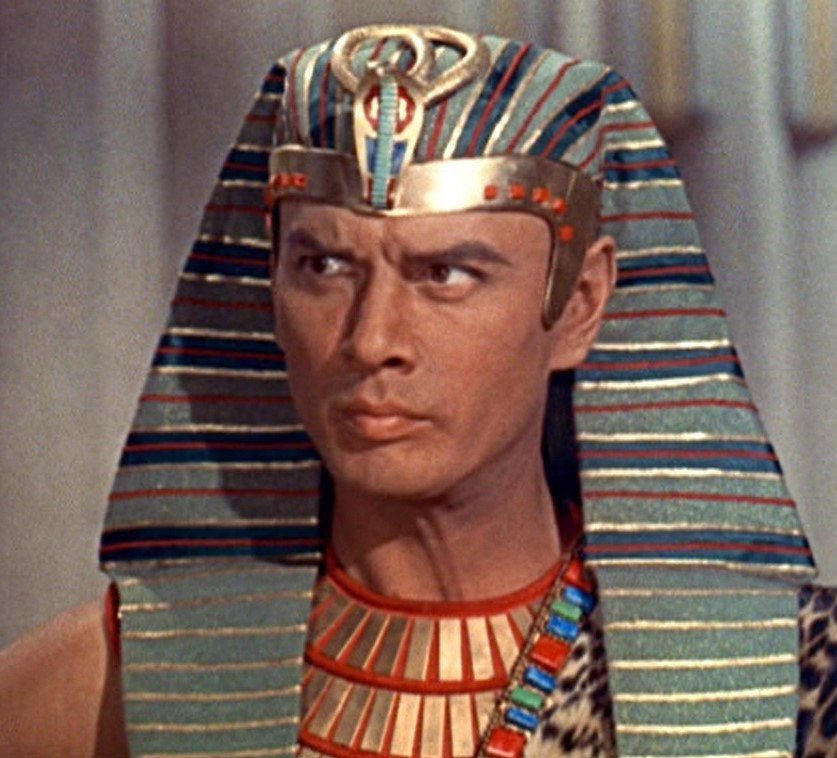
Yul Brynner

- Serghei Bondarciuk, a jucat și a regizat filmul Război și pace, câștigătoare a premiului Academiei din 1966–67
- Yul Brynner, a câștigat Premiul Oscar pentru cel mai bun actor în filmul din 1956 Eu și Regele (The King and I)
- Milla Jovovich, actriță, model și muzician, cunoscută mai ales pentru rolul ei din filmele Resident Evil
- Nikita Mihalkov, co-autor, a regizat și jucat în filmul câștigător al premiului Oscar Soare înșelător
- Helen Mirren, actriță britanică născută din tată rus și mamă engleză.
- Arkadi Raikin, stand-up comedy
- Tatiana Samoilova, actriță (1934–2014), recunoaștere internațională cu rolul Veronikăi din filmul Zboară cocorii.
- Natalie Wood, nominalizată de trei ori la Oscar, câștigătoare a Globului de Aur pentru rolul din serialul TV De aici pentru eternitate

## Pictori
| Baronova   | Chagall    | Kandinski    |
| Aivazovski | Chagall    | Kandinski    |
| Nijinski   | Barâşnikov | Nureev       |
| Repin      | Roerich    | Serebriakova |

- Ivan Aivazovski, autor al picturii Al nouălea val și a peste 6000 picturi, în special peisaje marine
- Fedor Alekseev, peisagist proeminent, „Canaletto al rușilor"
- Ivan Argunov, portretist sec. al XVIII-lea
- Léon Bakst, scenograf și stilist de balet, autor al  Terror Antiquus
- Alexandre Benois, artist și critic de artă, scenograf influent, autor al Călărețului de bronz, statuia lui Petru cel Mare

- Ivan Bilibin, pictor și scenograf, faimos pentru ilustrațiile sale despre mitologia slavă și opere bazate pe basme rusești

- Victor Borisov-Musatov, pictor postimpresionist, creator al Simbolismului rus
- Vladimir Borovikovski,  portretist faimos la sf. sec. al IX-lea
- Karl Briullov, pictor neoclasic, autor al picturii Ultima zi a Pompeiului
- Marc Chagall,  artist polimat, pionier al modernismului și artei figurative,
- Pavel Chistiakov, pictor de scene istorice și portretist
- Alexander Deineka, maestru al realismului socialist, autor al mozaicului din metroul moscovit din stația Maiakovskaia
- Dionisius, pictor medieval de icoane, autor al frescei din Mănăstirea Ferapontov
- Vladimir Favorski, artist grafic , faimos pentru ilustrațiile sculptate de cărți
- Pavel Fedotov, pictor realist, "Hogarth-ul rușilor"
- Nikolai Ge, pictor realist, faimos pentru lucrări cu temă istorică și religioasă
- Teofan Grecul, pictor medieval de fresce și icoane în Imperiul Bizantin și Rusia
- Alexander Ivanov, pictor neoclasic, autor al Apariţia lui Isus Cristos
- Serghei Ivanov, autor al unor ilustrații faimoase din istoria Rusiei
- Vasili Kandinski, inventator al artei pure abstracte, fondator al Der Blaue Reiter
- Orest Kiprenski, pictor romantic și portretist
- Konstantin Korovin, pictor rus impresionist

- Ivan Kramskoi, pictor și critic de artă, autor al  Cristos în Deşert și  Femeie necunoscută
- Boris Kustodiev, autor ale unor portrete faimoase, scene de sărbători (Soţia negustorului, Baie, Venus rusesc)
- Mihail Larionov, pictor avantgardist
- Alexei Leonov, cosmonaut și pictor, a făcut câteva lucrări în cosmos
- Isaac Levitan, peisagist, autor al picturii Despre pacea eternă
- Rafail Sergeevici Levițki, pictor și fotograf de curte al dinastiei Romanov
- El Lissitzky, pictor avantgardist, autor al picturii lui Kazimir Malevici
- Konstantin Makovski, faimos pentru picturi istorice idealizate
- Kazimir Malevici, inventator al suprematismului, autor al picturii Pătratul negru
- Serghei Maliutin, pictor și artist popular, a proiectat prima păpușă matrioșca
- Vladimir Maiakovski, poet futurist  și artist propagandist,
- Mihail Nesterov, pictor religios simbolist, portretist, autor al Viziunea tânărului Bartolomeu
- Ivan Nikitin, faimos portretist al lui Ilia Repin
- Vasili Perov, pictor realist, autor al Troika și Vânătorul la odihnă
- Kuzma Petrov-Vodkin, pictor simbolist , autor al picturii La scăldat pe cal roşu
- Vasili Polenov, pictor peisagist, autor al Curte în Moscova și Grădina bunicii
- Ilia Repin, pictor faimos pentru portretele și scenele istorice, autor al Edecarii de pe Volga și Răspunsul cazacilor zaporojeni
- Alexander Rodcenko, pictor avantgardist, grafician
- Nicolas Roerich, artist, om de știință, figură publică, autor a peste 7.000 picturi
- Andrei Rubliov, cel mai faimos pictor rus de icoane, autor al Icoanei Sfintei Treimi
- Andrei Riabușkin, pictor al unor scene istorice, devotat în special istoriei sec. al XVII-lea al Rusiei
- Alexei Savrasov, peisagist, creator al stilului peisajului liric
- Zinaida Serebriakova, cea mai prolifică pictoriță al Rusiei, faimoasă pentru portrete și nuduri
- Valentin Serov, pictor impresionist, portretist, autor al picturii Fetiţa cu piersicile și Răpirea Europei
- Taras Șevcenko,  poet și pictor romantic
- Ivan Șișkin, autor al celor mai celebre picturi reprezentând peisaje, picturile: Dimineaţă în pădurea de pini, Lan de secară, Ploaie în pădurea de stejar
- Konstantin Somov, prominent ilustrator de literatură
- Vasili Surikov, autor al picturilor faimoase din istoria Rusiei: Dimineaţa execuţiei lui Strelţi, Boieroaica Morozova, Marşul lui Suvorov prin Alpi
- Vasily Tropinin,  portretist romantic și realist
- Israel Țvaigenbaum, pictor
- Simon Ușakov, prolific pictor de icoane
- Fiodor Vasiliev, pictor liric de peisaje
- Victor Vasnețov, faimos pictor specializat pe teme istorice și ale mitologiei slave, inventator al budenovka (șapcă purtată în special de militari în Revoluția din Octombrie), autor al picturii Covorul zburător,  Ţarul Ivan cel Groaznic,
- Alexei Venețianov, pictor proeminent , fondator al "Școlii Venețianov"
- Vassili Vereșciaghin, pictor ale unor scene de luptă, autor al picturilor: Apoteoza Războiului și Sfârtecaţi de tunuri în India britanică
- Mihail Vrubel, lider al Simbolismului rus, autor al picturii Demon şezând și Prinţesa lebădă
- Nikolai Iaroșenko, pictor realist și portretist
- Piotr Zaharov-Ceceneț, pictor de origine cecenă